# スペード (玉置浩二のアルバム)
『♠スペード』は、日本のシンガーソングライターである玉置浩二の9枚目のオリジナル・アルバム。
2001年3月28日にBMGファンハウスからリリースされた。前作『ニセモノ』（2000年）からおよそ1年振りとなるオリジナル・アルバムである。全曲共に作詞、作曲を玉置が行い、一部の曲で安藤さと子が作詞および作曲を玉置と共作している。前作に続き玉置による単独プロデュース作品となっているが、コ・プロデューサーとして安藤と安全地帯のメンバーである矢萩渉の名がクレジットされている。
レコーディングは軽井沢にあるウッドストックスタジオにて行われ、ほぼ全ての楽器を玉置が担当、他にはキーボーディストの安藤とギタリストの矢萩が参加しており、玉置、安藤、矢萩の3名でレコーディングされた。歌詞は玉置による人を励ますようなメッセージ性の高いものとなっており、音楽性はダンボールやコップなどを使用したリズムに合わせて制作されたアコースティックな曲がメインとなっている。
本作からはシングル「このリズムで」が同時リリースの形でシングルカットされた。また本作の収録曲はすべてタイアップが存在せず、安全地帯時代からのキャリアの中で初の完全ノンタイアップの作品となった。本作はオリコンアルバムチャートにおいて最高位第25位となった。

## 背景
前作『ニセモノ』（2000年）リリース後、玉置は5月7日の神奈川県立県民ホール公演から10月15日の旭川市大雪クリスタルホール公演まで「Koji Tamaki CONCERT TOUR 2000 Super-T」と題した全国コンサートツアーを実施、23都市全26公演が行われた。同ツアーには前作のプロデューサーであった須藤晃の提案により安全地帯のギタリストである武沢豊が参加しており、安全地帯の活動休止以来の共演となった。

## 録音、制作
本作のレコーディングは軽井沢にあるウッドストックスタジオにて行われた。かつて玉置はアルバム『カリント工場の煙突の上に』（1993年）や『JUNK LAND』（1997年）において、リズム録りを先行して行わずにギターでの弾き語りから録音を開始し、後にその他の音を重ねていくという特殊な方法でレコーディングを行った。しかしその方法の場合は演奏中にテンポが変化した際に状況を把握している玉置は問題ないが、他のミュージシャンが音を重ねるのが困難になるという問題点があった。そのため玉置は前作『ニセモノ』から従来通りのリズムを先行してレコーディングする方法に戻す事となった。
本作において玉置はリズム録りをする際にパーカッションではなく様々な素材を使用してレコーディングを行った。具体的には入れる水の量によって音色を変化させたコップの音、キットカットの使用後の箱に爪楊枝を入れて叩いた音、さらにキャットフードの缶詰が入っていたダンボールを叩いた音などをオンマイクで録音した。これらの音を重ねた後にギターの音を仮で入れさらに後にボーカル録りを行い、その後矢萩がギターのフレーズを検討、さらに安藤はピアノのフレーズを検討、玉置はドラムスの音録りを行い最後にベースを録音するという流れになっていた。
ドラムスに関してはダンボールで録音されたリズムを基に、手で直接スネアドラムを叩くという手法を取り、さらに玉置は本作のために新しいシンバルを購入し、シンバル音のみを後から1枚1枚別々で録音するという手法を取った。かつて安全地帯のプロデューサーであった星勝は玉置のこうした能力に対して、「今できないこと言っても、瞬時に開発する。今できなくても、すぐに自分のものにするんですね。すごくスピード感がある」と絶賛している。

## 音楽性と歌詞
本作の歌詞に関して玉置は、歌詞作成の段階になってから1週間ほどは何も出来ず、その後突然取りつかれたように書き出したと述べている。また歌詞は全て自分に対しての言葉になっていると述べ、アルバム制作時の1年間の半分程は歌詞の事ばかりを考えて過ごし、その間に視力が減退しメガネが必須になったと述べている。また自伝本『玉置浩二 幸せになるために生まれてきたんだから』において志田歩は、「ミュージシャンとしてキャリアの節目を迎えているという心境が、おそらくは本人も意識しないうちに表れている」と指摘した他、「景気の悪いご時世に打ちひしがれた人を素朴な語り口で励ますような内容」とも指摘した。
収録曲の内、「このリズムで」の音楽性に関して志田は「ゆっくりと歩くようなテンポで、アコースティック・ギターとピアノがシンプルに絡んでいく」、「ドラマチックな盛り上がりや派手な装飾はないが、冒頭からダンボールで奏でるパーカッション類が、ほのぼのとした中に躍動感を醸し出している」と表現した。

## リリース、ツアー
本作は2001年3月28日にBMGファンハウスよりCDにてリリースされた。本作からはシングル「このリズムで」が本作と同時リリースの形でシングルカットされた。本作を受けてのコンサートツアー「KOJI TAMAKI CONCERT TOUR 2001 "♠"」は、同年3月30日の苗場プリンスホテル公演から7月1日の牛久市中央生涯学習センター公演まで31都市全33公演が行われた。
2018年8月15日にはBlu-spec CD2および紙ジャケット仕様でソニー・ミュージックダイレクトのGT musicレーベルより再リリースされた。

## 批評、チャート成績
| 専門評論家によるレビュー | 専門評論家によるレビュー |
| レビュー・スコア         | レビュー・スコア         |
| 出典                     | 評価                     |
| ------------------------ | ------------------------ |
| CDジャーナル             | 肯定的                   |
| TOWER RECORDS ONLINE     | 肯定的                   |

本作のメッセージ性および玉置の歌唱力に関しては肯定的な意見が挙げられており、音楽情報サイト『CDジャーナル』では、本作での玉置の歌唱に関して「円熟味が増したヴォーカルを聴かせる」と指摘し、「約6ヵ月もの制作期間をかけ、彼のパワフルでオリエンタルな一面を際だたせた内容」であると称賛した。音楽情報サイト『TOWER RECORDS ONLINE』では、本作を玉置の軽井沢時代を締めくくるアルバムと位置付けており、「ほとんどの詞は自分自身に向けられ書かれたもの」であると指摘した上で、「その歌声と共にストレートにリスナーへ伝わるメッセージアルバムとなった」と肯定的に評価した。
本作はオリコンアルバムチャートにおいて最高位第25位の登場週数5回となり、売り上げ枚数は3.4万枚となった。本作の売り上げ枚数は玉置のアルバム売上ランキングにおいて第10位となっている。2022年および2023年、2024年に実施されたねとらぼ調査隊による玉置のアルバム人気ランキングのすべてにおいて第13位となった。

## 収録曲
- CDブックレットに記載されたクレジットを参照[22]。また、8曲目はインストゥルメンタルになっている。

| #         | タイトル                     | 作詞                 | 作曲                 | 編曲                         | 時間  |
| --------- | ---------------------------- | -------------------- | -------------------- | ---------------------------- | ----- |
| 1.        | 「このリズムで」             | 玉置浩二             | 玉置浩二             | 玉置浩二、矢萩渉、安藤さと子 | 3:31  |
| 2.        | 「甘んじて受け入れよう」     | 玉置浩二             | 玉置浩二             | 玉置浩二、矢萩渉、安藤さと子 | 3:15  |
| 3.        | 「△（三角）の月」            | 玉置浩二             | 玉置浩二             | 玉置浩二、矢萩渉、安藤さと子 | 3:42  |
| 4.        | 「太陽になる時が来たんだ」   | 玉置浩二、安藤さと子 | 玉置浩二             | 玉置浩二、矢萩渉、安藤さと子 | 5:03  |
| 5.        | 「夢見る人」                 | 玉置浩二             | 玉置浩二             | 玉置浩二、矢萩渉、安藤さと子 | 4:01  |
| 6.        | 「アンクルオニオンのテーマ」 | 玉置浩二             | 玉置浩二             | 玉置浩二、矢萩渉、安藤さと子 | 0:23  |
| 7.        | 「♠スペード」                | 玉置浩二             | 玉置浩二             | 玉置浩二、矢萩渉、安藤さと子 | 3:51  |
| 8.        | 「ブナ (Instrumental)」      |                      | 玉置浩二、安藤さと子 | 玉置浩二、矢萩渉、安藤さと子 | 1:28  |
| 9.        | 「君だけを」                 | 玉置浩二             | 玉置浩二             | 玉置浩二、矢萩渉、安藤さと子 | 3:32  |
| 10.       | 「美味しいジュース」         | 玉置浩二             | 玉置浩二             | 玉置浩二、矢萩渉、安藤さと子 | 4:41  |
| 11.       | 「気分がいいんだ」           | 玉置浩二             | 玉置浩二             | 玉置浩二、矢萩渉、安藤さと子 | 2:50  |
| 12.       | 「メジャーマン」             | 玉置浩二             | 玉置浩二             | 玉置浩二、矢萩渉、安藤さと子 | 3:45  |
| 13.       | 「どうなってもいい」         | 玉置浩二             | 玉置浩二             | 玉置浩二、矢萩渉、安藤さと子 | 3:17  |
| 合計時間: | 合計時間:                    | 合計時間:            | 合計時間:            | 合計時間:                    | 43:19 |

## スタッフ・クレジット
- CDブックレットに記載されたクレジットを参照[23]。

### 参加ミュージシャン
- 玉置浩二 – ボーカル、コーラス、ギター、ベース、ドラムス、パーカッション
- 矢萩渉 – ギター、コーラス
- 安藤さと子 – キーボード、コーラス

### 録音スタッフ
- 玉置浩二 – プロデューサー
- 安藤さと子 – コ・プロデューサー
- 矢萩渉 – コ・プロデュ－サー
- 高松明治 – レコーディング・エンジニア、ミキシング・エンジニア
- 堀内寿哉 – マスタリング・エンジニア
- 古川ひろし（BMGファンハウス） – A&R
- あべよしと（BMGファンハウス） – プロモーション
- 金子オフィス – マネージメント・オフィス
- しかたまほら（金子オフィス） – アーティスト・マネージメント
- たなかじゅんこ（金子オフィス） – マネージメント・デスク
- 筧敏彦 – アーティスト・サポート
- 柳澤敏幸 – アーティスト・サポート

### 美術スタッフ
- 山本晃 (INDEX) – アート・ディレクション
- 川本みちえ (INDEX) – デザイン
- 征矢直行 – デジタル・アートワーク
- 吉田恒星 – 写真撮影
- SHIZUCA – スタイリスト
- 引田和幸（BMGファンハウス） – アートワーク・コーディネーション

### 制作スタッフ
- 金子洋明 – エグゼクティブ・プロデューサー
- 新田和長 – エグゼクティブ・プロデューサー
- ISHIKAWA-San（ウッドストック） – スペシャル・サンクス
- YAGI-Chann (HUMAN GEAR) – スペシャル・サンクス
- FUKUOKA-San（クロサワ楽器） – スペシャル・サンクス
- ライブライン – スペシャル・サンクス
- 平賀裕二 – スペシャル・サンクス

## チャート
| チャート         | 最高順位 | 登場週数 | 売上数  | 出典  |
| ---------------- | -------- | -------- | ------- | ----- |
| 日本（オリコン） | 25位     | 5回      | 3.4万枚 | [ 2 ] |

## リリース日一覧
| No. | リリース日    | レーベル                                 | 規格         | カタログ番号 | 備考                   | 出典          |
| --- | ------------- | ---------------------------------------- | ------------ | ------------ | ---------------------- | ------------- |
| 1   | 2001年3月28日 | BMGファンハウス                          | CD           | FHCF-2506    |                        | [ 16 ] [ 24 ] |
| 2   | 2018年8月15日 | ソニー・ミュージックダイレクト／GT music | BSCD2        | MHCL-30527   | 紙ジャケット仕様       | [ 25 ] [ 17 ] |
| 3   | 2018年8月15日 | ソニー・ミュージックダイレクト           | AAC-LC       | -            | デジタル・ダウンロード | [ 26 ]        |
| 4   | 2018年8月15日 | ソニー・ミュージックダイレクト           | ロスレスFLAC | -            | デジタル・ダウンロード | [ 27 ]        |